# یدالله سحابی
یدالله سحابی (۷ اسفند ۱۲۸۴ – ۲۳ فروردین ۱۳۸۱) سیاستمدار ایرانی بود. او به همراه سید محمود طالقانی و مهدی بازرگان، یکی از مؤسسین نهضت آزادی ایران بود. وی پدر عزت‌الله سحابی یکی از فعالین سیاسی و عضو سابق نهضت آزادی و فریدون سحابی، نویسنده و فعال سیاسی اصلاح‌طلب است. او پیش از انقلاب ریاست اداره فرهنگ تهران را برعهده داشت و از زندانیان سیاسی بوده‌است. سحابی از اولین دارندگان مدرک دکترای علوم و از پیشگامان علم زمین‌شناسی در ایران است. او در دولت موقت به نخست‌وزیری مهدی بازرگان که پس از پیروزی انقلاب ۱۳۵۷ تشکیل شد، سمت وزیر مشاور را داشت. از دیگر پست‌های سیاسی سحابی پس از انقلاب، عضویت در شورای انقلاب و ریاست سنی دوره اول مجلس شورای اسلامی بود.

## زندگی
یدالله سحابی در سال ۱۲۸۴ در خانواده‌ای مذهبی از پدری اصفهانی و مادری تهرانی در محله سنگلج تهران به دنیا آمد. دوره ابتدایی را در دبستان‌های شرف احمدی و اتحادیه و دورهٔ دبیرستان را در دبیرستان‌های شرف و دارالفنون گذراند. سپس به دارالمعلمین مرکزی، که در آن زمان زیر نظر میرزا ابوالحسن‌خان فروغی اداره می‌شد، رفت و آموزش پایه را در ۱۳۰۴ به پایان رساند.
سحابی پس از چند ماه آموزگاری، نزدیک سه سال در سمنان و خراسان به راه‌سازی پرداخت. اما با آغاز به کار دارالمعلمین عالی (دانشسرای عالی که به دانشگاه تربیت معلم تبدیل شد) در سال ۱۳۰۷، که با کوشش یحیی‌خان قراگوزلو (اعتمادالدوله) راه‌اندازی شده بود، به آن مرکز آموزشی وارد شد. او پس از ۳ سال فراگیری دانش، یکی از نخستین فارغ‌التحصیلان لیسانس در رشتهٔ علوم طبیعی از آن مرکز شد.

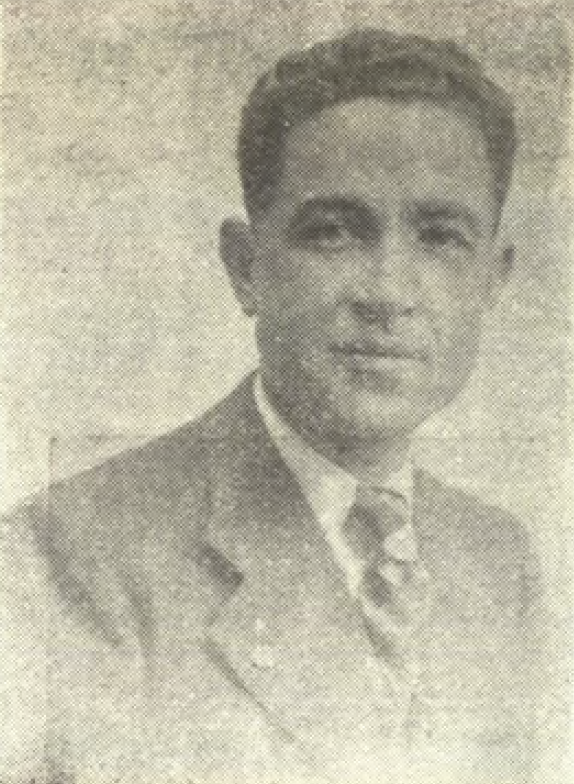
یدالله سحابی در آغاز تدریس در دانشگاه تهران.

سحابی در سال ۱۳۱۰ کار رسمی خود را به عنوان آموزشگر علوم طبیعی در چهار دبیرستان دولتی شناخته شده آن زمان، دارالفنون، علمیه، شرف و ایرانشهر، آغاز کرد. او در شهریورماه ۱۳۱۱ پس از شرکت کردن در مسابقهٔ علمی و قبولی در آن، از دانش‌آموختگان اعزام به فرانسه شد. سحابی ۴ سال در دانشگاه لیل به فراگیری دانش پرداخت و سرانجام اولین دکترای علوم ایران را با خود به ارمغان آورد. او به همراه دکتر فریدون فرشاد اولین استادان ایرانی علم زمین‌شناسی در دانشگاه‌های ایران بوده‌است.
سحابی در اسفندماه ۱۳۱۵ به تهران بازگشت و پس از یک سال خدمت نظام وظیفه، از فروردین‌ماه ۱۳۱۷ به آموزش زمین‌شناسی در دانشکده علوم دانشگاه تهران، که در آن زمان بخشی از دانشسرای عالی بود، پرداخت. او پس از ۵ سال از درجهٔ دانشیاری به درجه استادی رسید و کار آموزش را تا ۲۵ سال دیگر ادامه داد. مسئولیت ریاست اداره امتحانات نهایی متوسطه تا سال ۱۳۲۴ بر عهدهٔ یدالله سحابی بود وی در همین فاصله در آبان‌ماه سال ۱۳۲۵ به ریاست اداره فرهنگ تهران و توابع منصوب شد اما در دی‌ماه همان سال از این سمت استعفا داد. عزت‌الله سحابی فرزند یدالله سحابی دربارهٔ دوران ریاست پدرش در اداره فرهنگ می‌گوید: «بعد از کنار رفتن قوام السلطنه از نخست‌وزیری، دکتر علی شایگان وزیرآموزش و پرورش شد و مرحوم پدر را به عنوان رئیس اداره فرهنگ تهران منصوب کرد که مدت این ریاست چند ماه بیشتر دوام نیاورد. وی در مدتی که رئیس اداره فرهنگ تهران بود با نادرستی‌های آموزش و پرورش مبارزه کرد و تعدادی از افراد بانفوذ مثل محسن حداد و عبدالله گرجی (مدیران دبیرستان دارالفنون) را مهار کرد. دکتر مصدق در یک مقطع دکتر حسابی را به عنوان وزیر فرهنگ منصوب کرد و دکتر حسابی تمام کسانی را که پدرم پاکسازی کرده بود، برگرداند.»

## فعالیت‌های سیاسی

### پیش از انقلاب

#### تأسیس نهضت آزادی
فعالیت‌های سیاسی وی بلافاصله پس از بازگشت به ایران و عضویت در انجمن اسلامی دانشجویان دانشگاه تهران آغاز شد. در جریان جنبش ملی شدن صنعت نفت ایران، نام سحابی به عنوان یکی از یاران نزدیک دکتر محمد مصدق مطرح شد. یدالله سحابی در سال ۱۳۳۳ به همراه یازده استاد دانشگاه تهران به علت اعتراض به قرارداد کنسرسیوم نفت، به‌رغم مخالفت علی‌اکبر سیاسی، رئیس وقت دانشگاه تهران، با حکم تحصیل وزارت فرهنگ، تا پایان نخست‌وزیری فضل‌الله زاهدی، از خدمت در دانشگاه محروم شدند. این افراد، پس از برکناری، برای آن‌که ارتباطی با دولت نداشته و در ضمن، قادر به تأمین معاش باشند، شرکتی تشکیل دادند و به اختصار نام آن را «یاد» (برگرفته از یازده استاد دانشگاه و با مدیریت مهدی بازرگان) نهادند.
سحابی پیش از کودتای ۲۸ مرداد معتقد به فعالیت سیاسی نبود اما پس از کودتا بود که به دعوت رضا زنجانی در زمره فعالین و بنیانگذاران نهضت مقاومت ملی قرار گرفت. به دنبال بازشدن فضای سیاسی در اواخر دهه ۳۰ که به انحلال نهضت مقاومت ملی انجامید، سحابی نیز برای پیگیری فعالیت‌های سیاسی به جبهه ملی دوم پیوست اما با گذر زمان، سحابی به این نتیجه رسید که جبهه ملی خواسته‌های او را از مبارزه سیاسی ارضا نمی‌کند. در این سال‌ها دکتر سحابی و مهدی بازرگان و محمود طالقانی به عنوان اعضای شورای مرکزی جبهه ملی انتخاب شدند. فعالیت‌های سیاسی سحابی، صبغه‌ای مذهبی داشت و همین موضوع، او و دوست دیرینش مهندس مهدی بازرگان را بر آن داشت تا با همراهی طالقانی به تأسیس گروهی دیگر همت گمارند و اینچنین بود که «نهضت آزادی ایران» متولد شد. آن‌ها ترجیح می‌دادند نهضت آزادی به عنوان یک حزب مستقل در قالب جبهه ملی فعالیت کند اما علی‌رغم نظر مساعد دکتر مصدق، این پیشنهاد مورد قبول شورای مرکزی جبهه ملی قرار نگرفت.
سحابی خود دربارهٔ انگیزه تأسیس نهضت آزادی ایران می‌گوید: «جبهه ملی بیشتر فعالیت سیاسی لائیک داشت و مستقل از فکر دینی بود، ولی ما معتقد بودیم که اگر فعالیت سیاسی می‌کنیم از روی وظیفه دینی است و بنابراین، فعالیت سیاسی را وابسته به عقاید دینی می‌دانستیم.»

#### زندان در سال ۱۳۴۱
با تأسیس نهضت آزادی در سال ۱۳۴۰ فعالیت‌های سیاسی سحابی گسترش بیشتری یافت و در نهایت باعث شد وی به همراه سایر یارانش در سال ۱۳۴۱ به دلیل مبارزه سیاسی علیه حکومت پهلوی روانه زندان شود. محاکمه وی و سایر سران نهضت آزادی ایران در سال ۱۳۴۲ برگزار شد و یدالله سحابی در این دادگاه به ۶ سال زندان محکوم شد که در دادگاه تجدیدنظر به خاطر ۳۷ سال خدمات فرهنگی و دانشگاهی وی به ۴ سال کاهش یافت. در دوره‌ای که سحابی دوران زندان را می‌گذراند دکتر محمد مصدق رهبر نهضت ملی شدن صنعت نفت درگذشت. سحابی با استفاده از مرخصی در مراسم تشییع و تدفین وی شرکت کرد و غسل میت دکتر مصدق را شخصاً انجام داد.
در سال ۱۳۴۶ سحابی با پایان دوران محکومیت ۴ ساله که در زندان قصر و زندان برازجان گذشته بود آزاد شد، اما از آموزش در دانشگاه محروم گشت. او در مجموع ۷ سال از عمر خود را در زندان‌های حکومت پهلوی گذارند.
در دی‌ماه ۱۳۵۷ آیت‌الله خمینی از او خواسته بود تا هیاتی برای تقویت و تنظیم اعتصابات تشکیل دهد.

### پس از انقلاب

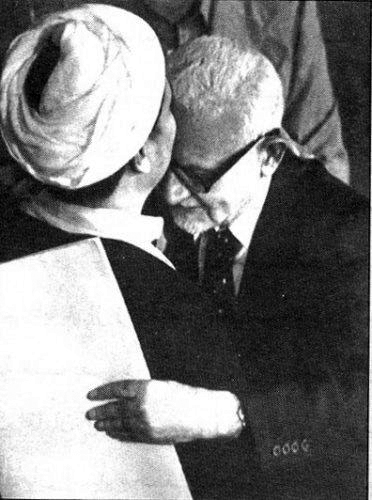
یدالله سحابی رئیس سنی مجلس اول کرسی خود را به هاشمی رفسنجانی تحویل می‌دهد.

#### ابتدای انقلاب
یدالله سحابی در دولت موقت به نخست‌وزیری مهدی بازرگان که پس از پیروزی انقلاب ۱۳۵۷ تشکیل شد، سمت وزیر مشاور را داشت و از اعضای شورای انقلاب بود. مهدی بازرگان، یدالله سحابی را به سمت وزیر مشاور در طرح‌های انقلاب منصوب کرد و با همکاری بیش از ۲۴۰ نفر از متخصصان و کارشناسان با ۷۸۰۰ ساعت تحقیق و پژوهش گزارش نهایی سیاست‌های توسعه و تکامل جمهوری اسلامی برای مرحله زمانی کوتاه مدت (دوساله)، میان مدت (۸ تا ۱۲ ساله) و درازمدت (۱۲ تا ۱۶ ساله) آماده و تدوین کردند. در کنار آن نیز تدوین پیش نویس قانون اساسی (که با همکاری دولت و شورای انقلاب انجام شد) با سرپرستی سحابی آماده و منتشر شد. پس از آن نیز به عنوان نماینده مردم تهران در اولین دوره مجلس شورای اسلامی انتخاب و به عنوان رئیس سنی اولین دوره مجلس شورای اسلامی برگزیده شد.
یدالله سحابی به همراه مهدی بازرگان، کاظم سامی و علی‌اکبر معین‌فر نامه‌ای اعتراض‌آمیز در اعتراض به توهین و تهدید و عدم تأمین در محوطهٔ در ورود و خروج مجلس، اخلالگری در اجتماعات، سانسور و محرومیت در صدا و سیما و توقیف روزنامه‌های آزاد اعلام کرد در جلسات مجلس شرکت نخواهند کرد که با اتهام ارتباط اعضای نهضت آزادی با گروه‌های محارب و اهانت به حزب‌الله از سوی هاشمی رفسنجانی رئیس مجلس وقت مواجه شد.
سحابی هم چنین به همراه مهدی بازرگان در سال ۱۳۶۵ در نامه‌ای به روح‌الله خمینی مخالفت خود را با ادامه جنگ ایران و عراق اعلام کرد. او در سال‌های پس از انقلاب از سوی شورای نگهبان چند بار رد صلاحیت شد. سحابی پس از انقلاب از منتقدین و گاهی معترضین به برخی سیاست‌های حاکمیت بود.

#### نامه دکتر یدالله سحابی به سید علی خامنه‌ای
یدالله سحابی در سال ۱۳۷۹ با نوشتن نامه خطاب به سید علی خامنه‌ای نسبت به حوادث حمله به کوی دانشگاه تهران، صدا و سیما و برنامه هویت، قتل‌های زنجیره‌ای، فشار بر برخی مطبوعات و احزاب، نیروی انتظامی، قانون اساسی، برخی عملکردهای شورای نگهبان و زندانی شدن فعالان سیاسی گله می‌کند. او در قسمت‌هایی از این نامه می‌گوید:
قبل از هر چیز از جنابعالی می‌خواهم دستور دهید عاملان جنایات حمله به کوی دانشگاه معرفی شوند و آن‌ها را به میز محاکمه بکشانند.
پاسخ رهبر به این نامه منتشر نشد.
این نامه در روزنامه نشاط انتشار یافت که انتشار این روزنامه بعدها به انحلال کشیده شد 

#### اعتراض به زندانی شدن اعضای نهضت آزادی
یدالله سحابی در سال ۱۳۷۹ نیز در اعتراض به زندانی شدن فرزندش عزت‌الله سحابی و اعضای نهضت آزادی در مقابل مجلس تحصن کرد که با وساطت مهدی کروبی رئیس مجلس وقت، به تحصن خود پایان داد.

## فعالیت‌های علمی و فرهنگی
او در دوران چهار ساله اقامت خود در فرانسه، به تحصیل در رشته‌های گیاه‌شناسی، جانورشناسی و آب‌های زیرزمینی در دانشگاه لیل پرداخت. موضوع رساله او، تحقیق در مورد «هاگ‌های زغال‌سنگ‌های فرانسه و ویژگی‌ها و انتشار چینه‌شناسی آن‌ها» بود. وی در ادامه تحصیلاتش در شهر لیل، سفری نیز به «کراکوف» از شهرهای لهستان کرد و در آزمایشگاه دکتر زرن (zarndt)، که تکنیک مخصوصی برای جداسازی اسپورها» از داخل زغال‌سنگ ابداع نموده بود، به مطالعه و تحقیق پرداخت. گنجاندن بازدیدهای محلی دانشجویان از معادن در برنامه آموزشی درس زمین‌شناسی و ارتباط و همکاری مستمر با اداره کل معادن در جهت تأمین نیازهای فنی آن اداره، از جمله اقداماتی بود که دکتر سحابی در ابتدای دوران دانشگاهی خود، انجام داد. تدریس دکتر سحابی در دانشگاه ـ ابتدا با سمت دانشیاری و پس از پنج سال با درجه استادی ـ به مدت ۲۵ سال ادامه یافت. البته فعالیت‌های آموزشی وی تنها به دانشگاه محدود نبود، او در سایر دانشکده‌ها یا دانشسراها نیز در رشته‌هایی نظیر معدن و نقشه‌برداری که به تناسب خود مبحثی را از زمین‌شناسی داشتند، تدریس می‌کرد. سحابی همچنین با حکم دکتر محمد مصدق از پایه‌گذاران بخش اکتشاف و استخراج شرکت نفت بود.
مدرسه‌ای که او در سال ۱۳۳۷ با کمک مالی برخی از دوستانش بنیان‌گذاری کرده بود و شعار آن «تحکیم دین از راه ترویج علم» بود، پس از ۱۵ سال بسته شد. در همین سال بود که سحابی کتاب «خلقت انسان» را منتشر کرد. کتابی که ردپای نظریه داروین را در آیات قرآن جستجو می‌کرد. مدعای مطرح شده در این کتاب هرچند به مذاق بسیاری از روحانیون خوش نیامد، اما در قشر روحانیت نیز همراهانی پیدا کرد. هم‌زمان با نگارش کتاب «خلقت انسان» از سوی سحابی، علی مشکینی هم کتابچه‌ای به نام «تکامل انسان در قرآن» در تأیید ضمنی این اثر نگاشت و بر این ادعای سحابی صحه گذاشت که در قرآن نیز شواهدی مبنی بر تأیید نظریه داروین وجود دارد. انتشار این اثر مشکینی موجب واکنش برخی مخالفین شد اما اثبات کرد که دکتر سحابی در حوزه دین نیز حرف‌هایی شنیدنی برای گفتن دارد. او مؤسس دبیرستان کمال واقع در نارمک تهران و دبیرستان کوثر واقع در خیابان ایرانشهر تهران نیز می‌باشد. تأسیس دانشسرای مستقل تعلیمات دینی، که تا سال ۱۳۴۳ کانون تعلیم مهم‌ترین معلمان دینی در کشور بود، از دیگر اقدامات یدالله سحابی بود.
در طول ۹ دهه زندگی یدالله سحابی چندین کتاب و تعدادی مقاله از او منتشر شده‌است. یدالله سحابی بیشتر در حوزه‌های علوم طبیعی چون فسیل‌شناسی، زمین‌شناسی، جانورشناسی، گیاه‌شناسی، آب‌های زیرزمینی، زیست‌شناسی و جنین‌شناسی به فعالیت پرداخت. زمین‌شناسی عمومی، که در دهه ۱۳۳۰ از سوی دانشگاه تهران منتشر شد و کتاب شناخته‌شدهٔ او با نام خلقت انسان که در دهه ۱۳۴۰ چند بار به چاپ رسید، از مهم‌ترین کتاب‌های اوست. او مقاله‌هایی پیرامون زمین‌شناسی ایران در مجله‌های مناطق خشک و کویری دانشسرای عالی به چاپ رساند و نیز یاداشتی پیرامون افسانهٔ طوفان نوح از نظر زمین‌شناسی، که علامه طباطبایی در تفسیر سوره هود به آن اشاره کرده‌است. احسان نراقی، جامعه‌شناس دربارهٔ یدالله سحابی می‌گوید: یدالله سحابی جزو پیشکسوتانی بود که با جرات تلاش کرد مباحث دینی را با پیشرفت‌های علوم روز نزدیک کند تا بدینوسیله نسل جوان را به دین علاقه‌مند کند.
قنات روستای آینه‌ورزان در جاده تهران ـ فیروزکوه و قنات بزرگ کرمانشاه که از لحاظ آبدهی در ایران بی‌نظیر است و امروزه هم قسمتی از آب شرب شهر را تأمین می‌کند، نمونه‌هایی از منابع آبی هستند که پیش از انقلاب، با راهنمایی و تحلیل یدالله سحابی حفر شده‌اند. مکان‌یابی کارخانه سیمان آبیک در سال ۱۳۴۹ به درخواست شرکت سیمان فارس و خوزستان، توسعه سیستم آبیاری، مطالعه و تنظیم گزارش در تأیید ذخیره بزرگ سنگ آهک نسبتاً خالص و منبع سرشار آب‌های زیرزمینی در آن مکان و مطالعه و بررسی‌های فنی آسیابی برای ازدیاد سطح کشت چغندر که به درخواست کارخانه‌های قند بروجرد، تربت حیدریه، مرودشت و همدان بین سال‌های ۱۳۵۰ تا ۱۳۶۲ انجام شده‌است، نمونه‌های دیگری از فعالیت‌های علمی و صنعتی سحابی به‌شمار می‌آیند.

## درگذشت

آرامگاه یدالله سحابی در امامزاده عبدالله شهرری

یدالله سحابی که از ۱۷ فروردین ۱۳۸۱ در پی خون‌ریزی مغزی و کهولت سن در بیمارستان جم تهران بستری شده بود سرانجام در ساعت ۶:۳۰ صبح روز جمعه ۲۳ فروردین‌ماه در حالی درگذشت که اکثر همفکران او به قید وثیقه آزاد شده بودند. بدین ترتیب بیش از ۹ دهه زندگی و تأثیرگذاری وی بر عرصه علمی، فرهنگی، سیاسی و اجتماعی ایران پایان یافت.
خامنه‌ای در پیامی درگذشت یدالله سحابی را تسلیت گفت. در این پیام آمده بود:

... همت اصلی او گماشته شده بود اولاً برزدودن تهمت ناسازگاری دین و علم، که انگیزه‌های منحرفی موجب طرح مکرر آن از سوی عناصری می‌گشت و نیز بر مردود شمردن پندار جدایی دین از سیاست. در بخش‌هایی از سالهای متمادی این مجاهدت طولانی، وی به شیوه‌های فرهنگی و در بخش‌های دیگری به شیوه‌های سیاسی روی می‌آورد و سال‌ها زندان در رژیم ستمشاهی، هزینهٔ این اقدام با اهمیت بود… در دوران نظام جمهوری اسلامی پس از مقطعی که وی از قوای مجریه و مقننه خارج شد، اختلاف برخی از دیدگاه‌هایش با مسوولان کشور، وی را به وادی بی‌انصافی و غرض‌ورزی سوق نداد…

رئیس‌جمهور وقت، محمد خاتمی نیز از او به عنوان دانشمند و استاد فرزانه‌ای نام برد که از پیشگامان احیای تفکر دینی در دانشگاه و از مبارزان قدیم راه استقلال و از خدمتگزاران ثابت قدم به اسلام و ایران بود. مهدی کروبی، رئیس مجلس وقت هم در پیامی عنوان کرد: «اینجانب که در طول دوران مبارزات استقلال‌طلبانه ملت بزرگ ایران مدتی با این انسان شریف هم‌زندان بودم از نزدیک تعبد وی به مسائل دینی و مذهبی، سلامت نفس و خصلت‌های نیکوی انسانی او را لمس کردم.»
مراسم تشییع و خاکسپاری دکتر سحابی، دو روز بعد با حضور گسترده مردم برگزار شد و پیکر یدالله سحابی در امامزاده عبدالله (ری) به خاک سپرده شد.

## تألیفات
- زمین‌شناسی عمومی
- خلقت انسان
- زمین‌شناسی ایران
- قرآن و تکامل
- تبیین جهان[۱۷]

## سوابق شغلی
- مؤسس نهضت آزادی
- عضو شورای مرکزی جبهه ملی ایران
- عضو شورای مرکزی نهضت مقاومت ملی
- عضو شورای عالی فرهنگ[۶]
- تأسیس دانشسرای مستقل تعلیمات دینی
- ریاست اداره امتحانات نهایی متوسطه
- ریاست اداره فرهنگ تهران
- وزیر مشاور دولت موقت
- همکاری در تدوین پیش نویس قانون اساسی
- مسئول سازماندهی کمیته تقویت و تنظیم اعتصابات از سوی روح‌الله خمینی[۶]
- عضو شورای انقلاب
- رئیس سنی دوره اول مجلس شورای اسلامی
- مؤسس شرکت سهامی انتشار[۶]
- مؤسس تأسیسات متاع[۶]
- استاد دانشگاه تهران
- مؤلف کتب زمین‌شناسی
- مؤسس دبیرستان کمال و دبیرستان کوثر در تهران
- عضویت در هیئت امناء موقوفه آرامگاه دکتر محمد مصدق